# قبار بتيانوفي
قبار بتيانوفي (الاسم العلمي:Capparis batianoffii) هو نوع من النباتات يتبع جنس القبار من الفصيلة القبارية.